# Боровлянка (Притобольный район)
Боровлянка — деревня в Притобольном районе Курганской области России. Административный центр Боровлянского сельсовета.

## Топоним
Ранее носила название Боровая.

## География
Деревня расположена на юге района, в 32 км к югу от райцентра с. Глядянское и в 94 км к югу от города Кургана. Ближайший населённый пункт — д. Мочалово (расположена к северо-востоку от деревни).

## Население
| 1989 | 2002  | 2010 |
| ---- | ----- | ---- |
| 1097 | ↘1086 | ↘867 |

## Достопримечательности
В центре деревни находятся памятники Ленину и павшим в Великой Отечественной войне. На западе имеется Церковь Воздвижения Честного Креста Господня, в 2005 году внесенная в список памятников истории и культуры Курганской области.
К востоку от деревни расположена полукилометровая надпись из деревьев «60 лет СССР» (координаты 54°37′26″ с. ш. 65°01′10″ в. д.).

## Транспорт
Через деревню проходит автодорога Р327 "Курган — Звериноголовское